# Cardigan (Țara Galilor)
Cardigan (galeză Aberteifi) este un oraș din Ceredigion, Țara Galilor.
Are o suprafață de 1.293,45 ha. Populația este de 4.184 locuitori, determinată în 2011, prin United Kingdom Census 2011[*].